# 라용 FC
라용 FC(태국어 : สโมสรฟุตบอลจังหวัดระยอง)는 태국 라용주에 연고를 둔 태국의 프로 축구단이다. 현재 태국의 2부 리그인 타이 리그 1에 소속되어 있다.

## 선수 명단

### 현역
참고: FIFA 자격 규정에 따라 소속된 국가대표팀 국기를 표시합니다. 선수는 복수의 FIFA 비회원국 국적을 가지고 있을 수 있습니다.
| 번호 | 포지션 | 국적 | 이름            |
| ---- | ------ | ---- | --------------- |
| 4    | DF     |      | 가타노 히로미치 |

| 번호 | 포지션 | 국적 | 이름 |
| ---- | ------ | ---- | ---- |